# Qatar Ladies Open 2011 - Qualificazioni singolare
Le qualificazioni del singolare del Qatar Ladies Open 2011 sono state un torneo di tennis preliminare per accedere alla fase finale della manifestazione. I vincitori dell'ultimo turno sono entrati di diritto nel tabellone principale. In caso di ritiro di uno o più giocatori aventi diritto a questi sono subentrati i lucky loser, ossia i giocatori che hanno perso nell'ultimo turno ma che avevano una classifica più alta rispetto agli altri partecipanti che avevano comunque perso nel turno finale.

## Giocatrici

### Teste di serie
1. Jarmila Groth (qualificata)
2. Klára Zakopalová (ultimo turno, Lucky Loser)
3. Peng Shuai (qualificata)
4. Ekaterina Makarova (secondo turno)

1. Jaroslava Švedova (primo turno)
2. Timea Bacsinszky (ultimo turno)
3. Bojana Jovanovski (qualificata)
4. Vera Duševina (qualificata)

### Qualificate
1. Jarmila Groth
2. Vera Duševina

1. Peng Shuai
2. Bojana Jovanovski

### Lucky losers
1. Klára Zakopalová

1. Timea Bacsinszky

## Tabellone qualificazioni

### 1ª sezione
|  | Primo turno  | Primo turno        | Primo turno        | Primo turno | Primo turno |  |  | Secondo turno | Secondo turno      | Secondo turno | Secondo turno    | Secondo turno    |    |   | Ultimo turno | Ultimo turno  | Ultimo turno  | Ultimo turno | Ultimo turno |  |
|  |              |                    |                    |             |             |  |  |               |                    |               |                  |                  |    |   |              |               |               |              |              |  |
|  | 1            | Jarmila Groth      | Jarmila Groth      | 7           | 6           |  |  |               |                    |               |                  |                  |    |   |              |               |               |              |              |  |
|  | WC           | Selima Sfar        | Selima Sfar        | 65          | 1           |  |  | 1             | Jarmila Groth      | Jarmila Groth | 6                | 6                |    |   |              |               |               |              |              |  |
|  | Anne Kremer  | Anne Kremer        | Anne Kremer        | 2           | 4           |  |  |               | Jelena Dokić       | Jelena Dokić  | 2                | 1                |    |   |              |               |               |              |              |  |
|  | Jelena Dokić | Jelena Dokić       | Jelena Dokić       | 6           | 6           |  |  |               |                    |               |                  |                  |    |   | 1            | Jarmila Groth | Jarmila Groth | 7            | 6            |  |
|  | WC           | Vanessa Henke      | Vanessa Henke      | 1           | 1           |  |  |               |                    | 6             | Timea Bacsinszky | Timea Bacsinszky | 62 | 4 |              |               |               |              |              |  |
|  |              | Viktorija Kutuzova | Viktorija Kutuzova | 6           | 6           |  |  |               | Viktorija Kutuzova | 3             | 6                | 0                |    |   |              |               |               |              |              |  |
|  |              | Ayumi Morita       | 3                  | 6           | 5           |  |  | 6             | Timea Bacsinszky   | 6             | 2                | 6                |    |   |              |               |               |              |              |  |
|  | 6            | Timea Bacsinszky   | 6                  | 4           | 7           |  |  |               |                    |               |                  |                  |    |   |              |               |               |              |              |  |

### 2ª sezione
|  | Primo turno      | Primo turno      | Primo turno      | Primo turno | Primo turno |  |  | Secondo turno | Secondo turno    | Secondo turno    | Secondo turno | Secondo turno |   |   | Ultimo turno | Ultimo turno     | Ultimo turno | Ultimo turno | Ultimo turno |  |
|  |                  |                  |                  |             |             |  |  |               |                  |                  |               |               |   |   |              |                  |              |              |              |  |
|  | 2                | Klára Zakopalová | Klára Zakopalová | 6           | 6           |  |  |               |                  |                  |               |               |   |   |              |                  |              |              |              |  |
|  |                  | Tatjana Maria    | Tatjana Maria    | 0           | 4           |  |  | 2             | Klára Zakopalová | Klára Zakopalová | 6             | 6             |   |   |              |                  |              |              |              |  |
|  | Alberta Brianti  | Alberta Brianti  | 4                | 6           | 3           |  |  |               | Elena Baltacha   | Elena Baltacha   | 1             | 2             |   |   |              |                  |              |              |              |  |
|  | Elena Baltacha   | Elena Baltacha   | 6                | 2           | 6           |  |  |               |                  |                  |               |               |   |   | 2            | Klára Zakopalová | 6            | 63           | 1            |  |
|  | Monica Niculescu | Monica Niculescu | Monica Niculescu | 1           | 4           |  |  |               |                  | 8                | Vera Duševina | 2             | 7 | 6 |              |                  |              |              |              |  |
|  | Kristina Barrois | Kristina Barrois | Kristina Barrois | 6           | 6           |  |  |               | Kristina Barrois | Kristina Barrois | 5             | 3             |   |   |              |                  |              |              |              |  |
|  | WC               | Alizé Lim        | Alizé Lim        | 5           | 2           |  |  | 8             | Vera Duševina    | Vera Duševina    | 7             | 6             |   |   |              |                  |              |              |              |  |
|  | 8                | Vera Duševina    | Vera Duševina    | 7           | 6           |  |  |               |                  |                  |               |               |   |   |              |                  |              |              |              |  |

### 3ª sezione
|  | Primo turno          | Primo turno            | Primo turno          | Primo turno | Primo turno |  |  | Secondo turno | Secondo turno        | Secondo turno        | Secondo turno | Secondo turno |   |   | Ultimo turno | Ultimo turno | Ultimo turno | Ultimo turno | Ultimo turno |  |
|  |                      |                        |                      |             |             |  |  |               |                      |                      |               |               |   |   |              |              |              |              |              |  |
|  | 3                    | Peng Shuai             | 6                    | 2           | 6           |  |  |               |                      |                      |               |               |   |   |              |              |              |              |              |  |
|  |                      | Nuria Llagostera Vives | 1                    | 6           | 1           |  |  | 3             | Peng Shuai           | Peng Shuai           | 6             | 6             |   |   |              |              |              |              |              |  |
|  | Chan Yung-jan        | Chan Yung-jan          | Chan Yung-jan        | 4           | 5           |  |  |               | Anastasija Rodionova | Anastasija Rodionova | 3             | 2             |   |   |              |              |              |              |              |  |
|  | Anastasija Rodionova | Anastasija Rodionova   | Anastasija Rodionova | 6           | 7           |  |  |               |                      |                      |               |               |   |   | 3            | Peng Shuai   | Peng Shuai   | 6            | 6            |  |
|  | Kirsten Flipkens     | Kirsten Flipkens       | Kirsten Flipkens     | 7           | 7           |  |  |               |                      | WC                   | Elena Vesnina | Elena Vesnina | 3 | 3 |              |              |              |              |              |  |
|  | Chanelle Scheepers   | Chanelle Scheepers     | Chanelle Scheepers   | 5           | 64          |  |  |               | Kirsten Flipkens     | Kirsten Flipkens     | 4             | 64            |   |   |              |              |              |              |              |  |
|  | WC                   | Elena Vesnina          | Elena Vesnina        | 7           | 7           |  |  | WC            | Elena Vesnina        | Elena Vesnina        | 6             | 7             |   |   |              |              |              |              |              |  |
|  | 5                    | Jaroslava Švedova      | Jaroslava Švedova    | 5           | 5           |  |  |               |                      |                      |               |               |   |   |              |              |              |              |              |  |

### 4ª sezione
|  | Primo turno         | Primo turno         | Primo turno         | Primo turno | Primo turno |  |  | Secondo turno | Secondo turno       | Secondo turno       | Secondo turno     | Secondo turno |   |   | Ultimo turno | Ultimo turno        | Ultimo turno | Ultimo turno | Ultimo turno |  |
|  |                     |                     |                     |             |             |  |  |               |                     |                     |                   |               |   |   |              |                     |              |              |              |  |
|  | 4                   | Ekaterina Makarova  | 6                   | 4           | 6           |  |  |               |                     |                     |                   |               |   |   |              |                     |              |              |              |  |
|  |                     | Kurumi Nara         | 2                   | 6           | 4           |  |  | 4             | Ekaterina Makarova  | Ekaterina Makarova  | 1                 | 1             |   |   |              |                     |              |              |              |  |
|  | Kateryna Bondarenko | Kateryna Bondarenko | Kateryna Bondarenko | 6           | 6           |  |  |               | Kateryna Bondarenko | Kateryna Bondarenko | 6                 | 6             |   |   |              |                     |              |              |              |  |
|  | Zhang Shuai         | Zhang Shuai         | Zhang Shuai         | 4           | 4           |  |  |               |                     |                     |                   |               |   |   |              | Kateryna Bondarenko | 0            | 7            | 4            |  |
|  | Maria Elena Camerin | Maria Elena Camerin | 6                   | 3           | 4           |  |  |               |                     | 7                   | Bojana Jovanovski | 6             | 5 | 6 |              |                     |              |              |              |  |
|  | Urszula Radwańska   | Urszula Radwańska   | 4                   | 6           | 6           |  |  |               | Urszula Radwańska   | 6                   | 1                 | 611           |   |   |              |                     |              |              |              |  |
|  |                     | Chang Kai-chen      | 7                   | 0           | 3           |  |  | 7             | Bojana Jovanovski   | 4                   | 6                 | 7             |   |   |              |                     |              |              |              |  |
|  | 7                   | Bojana Jovanovski   | 5                   | 6           | 6           |  |  |               |                     |                     |                   |               |   |   |              |                     |              |              |              |  |